# Ulrich Kons
Ulrich Kons   (Greifswald, 3 de febrer de 1955) és un remer alemany, ja retirat, que va competir sota bandera de la República Democràtica Alemanya durant les dècades de 1970 i 1980.
El 1980 va prendre part en els Jocs Olímpics d'Estiu de Moscou, on guanyà la medalla d'or en la prova del vuit amb timoner del programa de rem. En el seu palmarès també destaquen dues medalles d'or al Campionat del Món de rem, el 1977 en el vuit amb timoner i el 1982 en el quatre amb timoner.